# Adămuș
Adamus là một xã thuộc hạt Mureș, România. Dân số thời điểm năm 2002 là 5999 người.